# Клан Скримжур

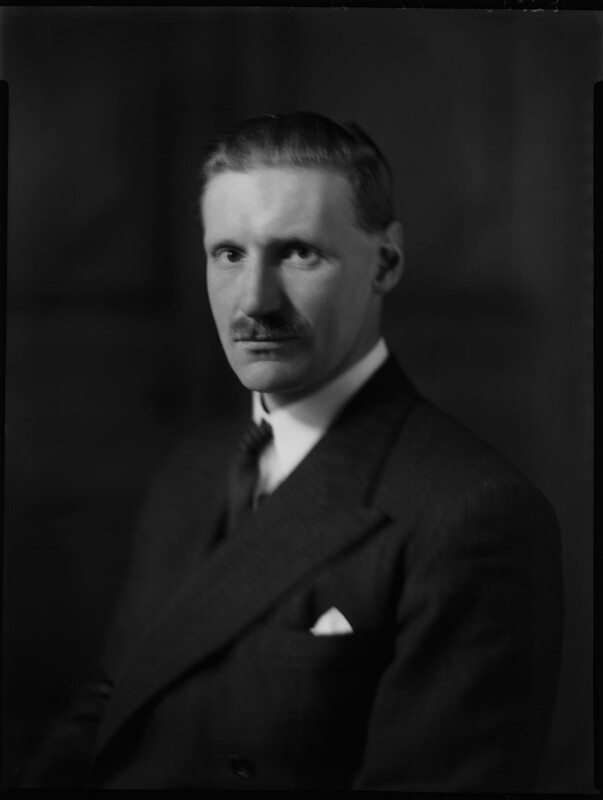
Генри Джеймс Скримжур-Уэддербёрн, 11-й граф Данди (1902—1983)

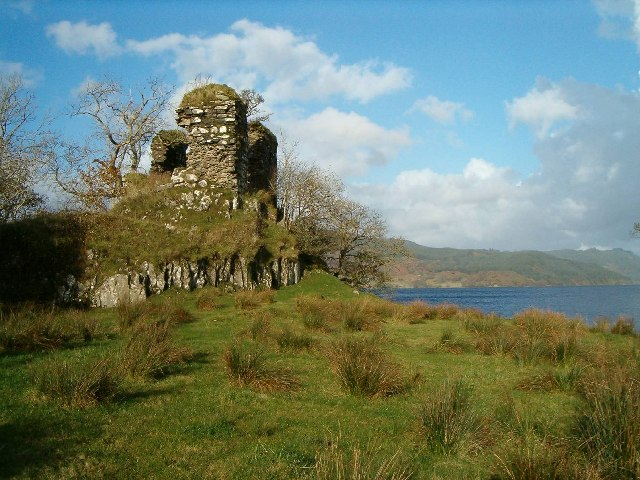
Руины замка Финхерн

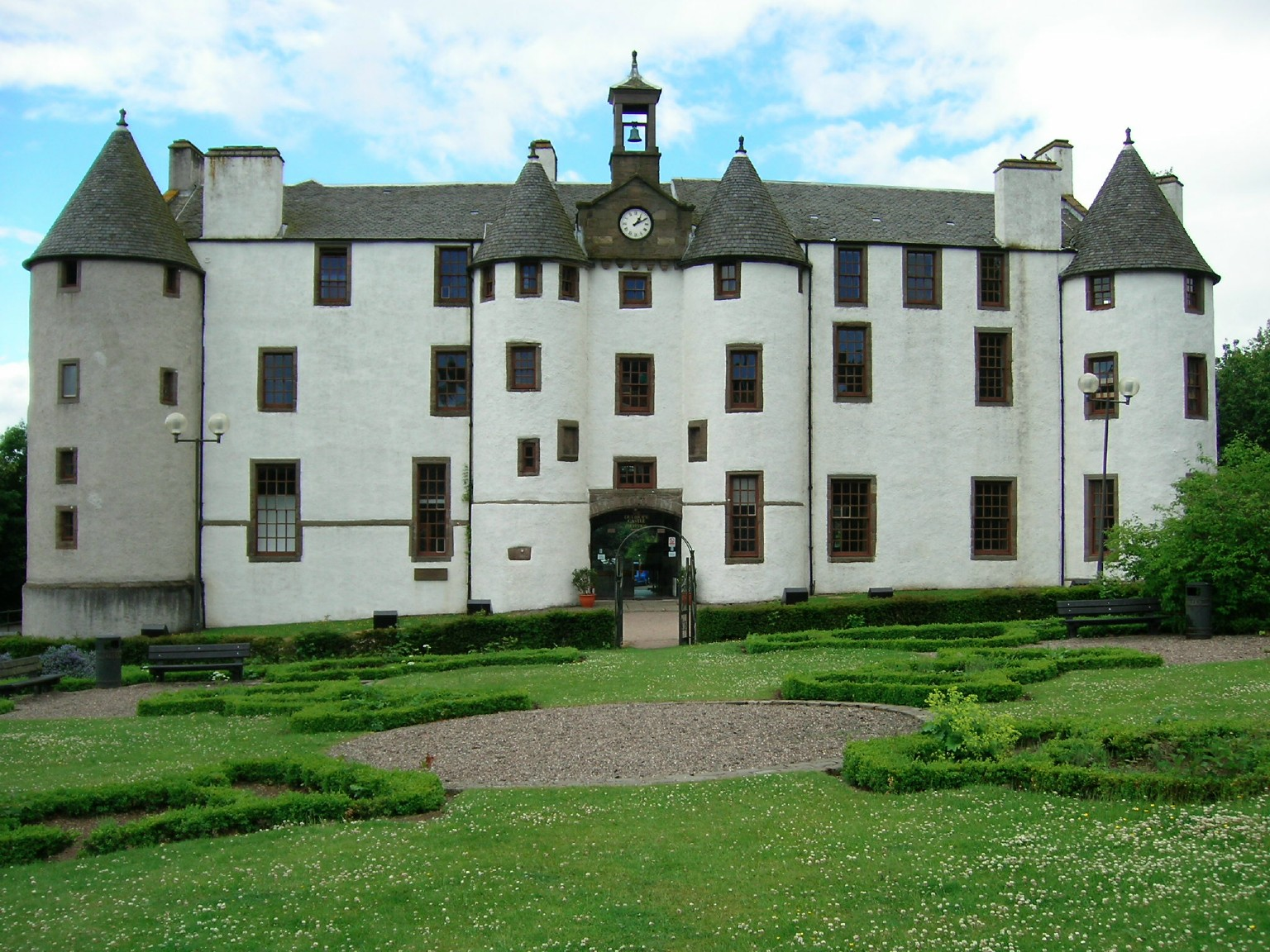
Замок Дадхоуп, резиденция вождей клана Скримжур

Клан Скримжур или Скримджер (шотл. — Clan Scrymgeour) — один из кланов равнинной Шотландии (Лоуленда).
- Лозунг клана: Dissipate — Рассеивать (лат.)
- Символ клана: ветка рябины
- Земли клана: Ангус, Файф, Аргайлшир и Пертшир
- Вождь клана: Александр Скримжур — Мак Мик Иан (гэльск. — Mac Mhic Iain) — 12-й граф Данди.
- Резиденция вождя клана: Замок Биркхилл (шотл. — Birkhill) в Файфе.
- Исторические резиденции вождя клана: Замок Финхерн (шотл. — Fincharn Castle), замок Дадхоуп (шотл. — Dudhope Castle)

## История клана Скримжур

### Происхождение клана Скримжур
Название клана Скримжур, вероятно, происходит от слова «skrymsher», что в старом английском языке означало «фехтовальщик». Клан Скримжур был хорошо известен в землях Файф задолго до того как вышли на историческую арену графы Данди. Позже вожди клана стали констеблями, графами Данди и наследственными королевскими знаменосцами.
Иан Монкриф (шотл. — Iain Moncreiffe) в свое время заявил, что клан Скримжур, вероятно, происходит от Макдаффа (шотл. — MacDuff) — мормэров и графов Файфа. Сам клан Скримжур утверждал, что они кельтского происхождения, их предки были хранителями священных мощей, возможно, мощей святого Колумбы.

### Война за независимость Шотландии
Во время войн за независимость Шотландии клан Скримжур поддерживал борьбу за независимость — сначала Уильяма Уоллеса, а затем Роберта Брюса — будущего короля свободной Шотландии. Вождем клана был тогда Александр Скримжур (ум. 1306), сына Колина и внук Керна. Он был одним из первых вождей кланов, кто поддержал Роберта Брюса. Позже вождь клана Скримжур получил грамоту от короля Роберта Брюса, в которой были подтверждены его права на власть и земли, и подтверждены права, которые ранее были предоставлены Уильямом Уоллесом, хранителем Шотландии. Это единственный исторический документ, где Роберт Брюс и Уильям Уоллес упоминаются вместе. Но Александр Скримжур был схвачен англичанами и повешен в Ньюкасле по приказу английского короля Эдуарда I в 1306 году. Его наследником стал другой Александр Скримжур, который в 1314 году принимал участие в битве при Бэннокбёрне. В 1370 году большая часть земель в Аргайле перешла к клану Скримжур, когда Александр Скримжур женился на Агнес, наследницей Гилберта Глассари.

### XV—XVI века — войны кланов
В XV веке клан Скримжур процветал и седьмой констебль Данди приобрел земли Дадхоуп (шотл. — Dudhope) в 1495 году. На этих землях клан построил замок Дадхоуп, который был резиденцией вождей клана до 1668 года.
Клан имел земли также в Аргайле — имения в этих землях управлялись из замка Финхерн (шотл. — Fincharn). Королевский знаменосец Джон Скримжур из Глассари совершил поход из замка Финхерн в 1513 году и принял участие в битве при Флоддене, где он получил смертельное ранение. Гэльское название клана Мак Мик Иан (гельск. — Mac Mhic Iain). Одна из легенд утверждает, что замок Финхерн был сожжен разъяренным женихом после того как вождь клана Мак Мик Иан попытался украсть его невесту.
В 1587 году сэр Джеймс Скримжур отримав новые грамоты на свои земли и поместья около Холирудского дворца.

### XVII век — Гражданская война на Британских островах
Сэр Джеймс Скримжур (ум. 1612) был одним из королевских комиссаров, отправленных в Данию, чтобы вести переговоры о браке между королем Яковом VI Стюартом, королем Шотландии, датской принцессой Анной. Он был также назначен уполномоченным вести переговоры о заключении политического союза между Шотландией и Англией в 1604 году.
В 1617 году преемником сэра Джеймса стал Джон Скримжур (1570—1643). Он устроил торжественный прием королю Якову VI в замке Дадхоуп (шотл. — Dudhope). В 1641 году ему было пожаловано звание пэра королем Англии Карлом I, и титулы виконта Дадхоупа и барона Скримжура из Инверкитинга (шотл. — Inverkeithing).
Во время Гражданской войны Джеймс Скримжур, 2-й виконт Дадхоуп, был отправлен с армией шотландских ковенантов (шотл. — Covenanter), чтобы помочь парламенту Англии в борьбе против короля Карла I Стюарта. Скримжур получил смертельное ранение в битве при Марстон-Мур в июле 1644 года. Его преемником и наследником стал его сын — Джон Скримжур (ум. 1668), который командовал кавалерийским полком роялистов под руководством герцога Гамильтона в 1648 году и принимал участие в битве при Вустере в 1651 году. Джон бежал после поражения и присоединился к армии генерала Миддлтона, который возглавлял армию шотландских горцев, но был взят в плен в 1654 году. После реставрации монархии в 1660 году, Джон Скримжур, 2-й виконт Дадхоуп, был награжден титулом граф Данди.

### Споры по должности вождя клана Скримжур
Джон Скримжур, 1-й граф Данди, скончался в 1668 году, не оставив потомков. Его замки, особняки и королевские резиденции были захвачены Джоном Мейтлендом, герцогом Лодердейла (1616—1682). Герцог послал солдат, чтобы захватили все документы и грамоты клана Скримжур, а потом заявил, что не было никакого законного наследника, а имения были переданы в казну королевства. Герцог потом получил от короля титулы и поместья, которые он потом передал своему брату — лорду Хаттан. Позже имения перешли к Джону Грэму, 1-му виконту Данди, который был убит в битве под Килликранки (шотл. — Killiecrankie) в 1689 году. Имения были конфискованы и переданы клану Дуглас.
После смерти графа имения перешли в собственность Джону Скримжуру из Кирктона (1628—1698), который был правнуком пятого констебля Данди. К линии Скримжур из Кирктона принадлежал Дэвид Скримжур из Биркхилла (1702—1772), шериф Инвернесса, который женился в 1739 году на Кэтрин, дочери Александра Уэддербёрна (шотл. — Wedderburn). Их сын взял себе фамилию Скримжур-Уэддербёрн и принадлежал к клану Уэддербёрн. Но клан Уэддербёрн продолжал заявлять свои права на древние титулы клана Скримжур. Во время коронации Эдуарда VII Генри Скримжур-Уэддербёрн (1840—1914) держал штандарт Шотландии. Его внук — Генри Скримжур-Уэддербёрн (1902—1983) в 1953 году был признан 11-м графов Данди Палатой лордов Великобритании. Александр Скримжур, 12-й граф Данди (род. 1949), нынешний вождь клана Скримжур.

### Септы клана Скримжур
- Scirmechour
- Scrimgeour
- Scrimger
- Scrimiour
- Scrymgeour
- Scrymsour
- Skrimagour
- Skrimshire
- Skymezour

## Вождь клана
В настоящее время (с 1983 года) вождем клана является Александр Генри Скримджер, 12-й (де-факто — 3-й) граф Данди, виконт Дадхоуп, лорд Скримжу, лорд Инверкитинг, барон Глассари из Глассари, наследственный знаменосец королевского штандарта Шотландии и констебль Данди (род. 1949).